# Staromustafino
Staromustafino (ros. Старомустафино) – wieś (dieriewnia) w Rosji, w Baszkortostanie, w rejonie burajewskim. W 2010 liczyła 45 mieszkańców.